# Claude Maltret
Claude Maltret, Claude Maltrait  ou Claudius Maltretus en latin (3 octobre 1621 à Annecy en Savoie, royaume de France - 3 janvier 1674 à Toulouse, royaume de France) est un helléniste et jésuite français. Il s'est surtout distingué par ses travaux sur Procope de Césarée.

## Œuvres
Il a rédigé une série d'ouvrages en latin dont le titre commence par « Procopii Caesariensis Historiarum » (une série « fort estimée »).
- (la) Procopii Caesariensis Historiarum Auctiores quam ante et emendatiores, Interprete, etc. (livre 2)
- (la) Procopii Caesariensis Historiarum sui temporis de bello Gothico (livre 4)
- (la) Procopii Caesariensis Historiarum de Edificiis Justiniani (livre 6)
- (la) Procopii Caesariensis Historiarum (livre 8)
- (la) Procopii Caesariensis Historiarum sui Temporis (livre 9)
- (la) Procopii Caesariensis Arcana Historia. Qui est. fiber nonus Historiarum (une édition des textes de Procope, avec des notes critiques, d'une traduction en latin due à Niccolò Alamanni)